# 宫川纱江
宫川纱江（日语：／ Miyagawa Sae，1999年9月10日—）生于东京都西东京市，是一名日本女子竞技体操运动员。宫川2岁时开始接触体操，小时曾在校内参加过接力比赛。2013年，她开始参加青少年级别赛事。2014年，宫川在NHK杯体操锦标赛中获得个人全能第7名，获得南京青奥资格，在青奥期间，她获得了跳马项目铜牌。2015年，宫川获得体操世锦赛参赛资格，首次参加成年世界级大赛。
2018年8月15日，日本体操协会以宫川的教练速见佑斗对其实施暴力为由无限期取消速见的执教资格，后来有后续报道称速见存在其他体罚行为。同月底，宫川在记者发布会中称因这段时间事情太多，无法集中精力训练，决定放弃同年世锦赛的参赛资格。她还声称事情和日本体操协会职员塚原光男和塚原千惠子有关，两人先前曾威胁她承认速见存在体罚行为，但宫川仍表达对速见教练和家人的支持，并对塚原夫妇的威胁实施冷处理，结果导致速见被举报。她还称记者会几天前，她和教练向东京地方裁判所提起诉讼，要求停止对教练的处分。